# Brachyceratops
Brachyceratops montanensis
Genre
Espèce
Brachyceratops (« petit visage cornu ») est un genre éteint de petits dinosaures cératopsiens herbivores du Crétacé supérieur, découvert en Alberta (Canada) et au Montana (États-Unis).
Ce genre est représenté par une seule espèce, Brachyceratops montanensis, décrite par Charles Whitney Gilmore en 1914, qui a été découverte dans la formation de Two Medicine du Montana et qui date du Campanien.

## Description
Très petit par rapport à ses parents tels Centrosaurus ou Triceratops, il ne mesurait que 70 centimètres de haut et 1,80 mètre de long.
On n'en connaît qu'un seul spécimen, vraisemblablement juvénile, et tout comme pour Monoclonius, les paléontologues semblent de plus en plus enclins à vouloir classer le brachycératops comme étant en fait un représentant d'un autre genre connu de cératopsien centrosauriné. En 2007, Michael J. Ryan propose qu'il s'agit de la forme juvénile de Styracosaurus ovatus, qui depuis a été renommé Rubeosaurus ovatus.